# Everybody Loves Somebody
Pour plus de détails, voir Fiche technique et Distribution.
Everybody Loves Somebody (« On aime tous quelqu'un » ; titre original : Todos queremos a alguien) est une comédie romantique mexicaine de Catalina Aguilar Mastretta, avec Karla Souza, José Maria Yazpik et Ben O'Toole, sortie en 2017.

## Résumé
Clara Barron semble mener une vie idéale : jeune, belle, avec un excellent travail, une belle maison à Los Angeles et une famille adorable. Mais elle est célibataire. Se rendant au Mexique pour un mariage, elle demande à un collègue de se faire passer pour son petit ami le temps d'un week-end. Mais elle tombe sur son ex,.

## Fiche technique
Sauf indication contraire, les informations mentionnées dans cette section peuvent être confirmées par la base de données cinématographiques IMDb,  présente dans la section « Liens externes ».
- Titre anglais : Everybody Loves Somebody
- Titre original : Todos queremos a alguien
- Réalisation : Catalina Aguilar Mastretta
- Scénario : Catalina Aguilar Mastretta
- Photographie : Jon Aguirresarobe
- Montage : Aina Calleja et Miguel Schverdfinger
- Musique : Victor Hernandez Stumpfhauser
- Production : Bh5, Draco Films et Ring Cine
- Budget : 2 millions de dollars (estimation)[4]
- Pays d’origine :  Mexique
- Langue originale : espagnol
- Format : couleur - ratio 2.35 : 1
- Genre : Comédie romantique
- Durée : 102 minutes
- Dates de sortie :
  - Mexique : 10 février 2017
  - États-Unis : 17 février 2017

## Distribution
- Karla Souza : Clara
- José María Yazpik :Daniel
- Ben O'Tool : Asher
- Alejandro Camacho : Francisco
- Patricia Bernal : Eva
- Tiaré Scanda : Abby
- Ximena Romo : Lily Álvarez
- Jayce Alexander Basque : Good Looking Hipster
- K.C. Clyde : Max
- Stefanie Estes : Bartender
- Amor Flores : Young Mom
- Shanik Hughes : Nurse
- Karl Kwiatkowski : Sweet Looking Guy
- Ron Marino : Best Friend
- Santiago Minor Lecay : Young Dad
- Samantha Neyland : Tenisha
- Reuel Pendleton : Young Couple
- Harold Torres : Beto Álvarez
- Rocio Vidal : Sweet Looking Girl